# Limarí-floden
30°35′27″S 71°09′57″V / 30.5908°S 71.1658°V
Limarí-floden er en flod i Chile beliggende i Coquimbo-regionen. Floden er dannet ved sammenløbet af floderne Hurtado- og Grande, omkring 4 km øst for byen Ovalle.  Det nederste løb af floden grænser op til den sydlige del af Bosque de Fray Jorge Nationalpark . Dens afvandingsområde omfatter habitater for den truede chilenske vinpalme, Jubaea chilensis, som forhistorisk havde en meget videre udbredelse, men som i øjeblikket er truet af befolkningstilvæksten  i det centrale Chile.